# Gingivostomatite chronique féline

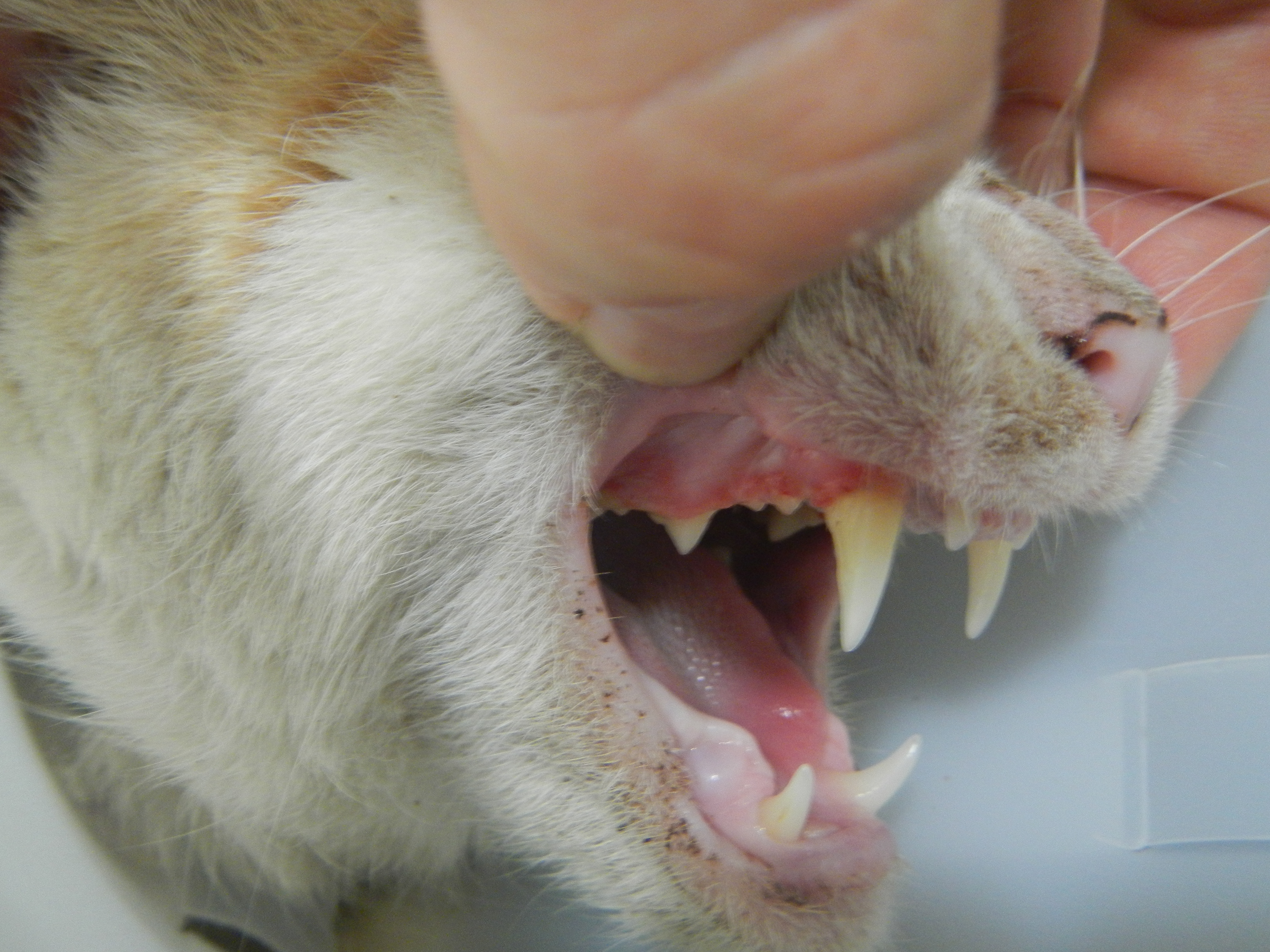
Un chat présentant une gingivostomatite modérée, en particulier sur la gencive supérieure.

La gingivostomatite chronique féline ou GCF est une inflammation récurrente de la cavité buccale et du pharynx du chat. Pouvant durer jusqu'à plusieurs années, son traitement consiste en une prise en charge de la douleur.

## Épidémiologie
Entre 0,7 et 12 % des chats sont atteints par la gingivostomatite chronique féline.

## Étiologie
Une réaction immunitaire défectueuse serait à l'origine de la gingivostomatite, même si son étiologie précise est mal connue. Elle pourrait être liée à une infection virale, bactérienne, des prédispositions génétiques, à l'environnement, l'alimentation ou la domestication. Elle est cependant régulièrement retrouvée en association avec des infections virales comme la FIV, la leucose, le calicivirus, l'herpèsvirus félin, qui pourraient en partie en être la cause. Une étude montre également que le stress pourrait être un facteur favorisant de la gingivostomatite. Cette dernière est souvent associée à une parodontite. 

## Symptômes
Le chat atteint par la gingivostomatite présente des muqueuses ulcérées, provoquant une douleur intense susceptible de déboucher sur une anorexie. Une halitose peut être présente. La douleur ressentie est intense.

## Prise en charge
La prise en charge de la gingivostomatite chronique féline peut être médicamenteuse ou chirurgicale, même si la méthode médicamenteuse n'est cependant pas efficace à long terme.
La chirurgie consiste en une extraction totale ou partielle des dents. Une amélioration significative voire une guérison est obtenue dans 70 à 80 % des cas. 